# Outimagami
Outimagami (u nipissingu = deep-water people,/ neidentificirana skupina Algonquin Indijanaca koji su živjeli sjeverno od jezera Nipissing i prema Hudson Bayu. Spominju se u Jes. Rel. 1640, 34, 1858. Prema svome imenu, smatra Hodge, mogli bi biti identični s Temagamima. Sultzman ih zajedno s Temagamima ima na popisu algonkinskih bandi.

## Vanjske poveznice
- Algonkin History  Arhivirana inačica izvorne stranice od 7. siječnja 2005. (Wayback Machine)